# Молодіжний чемпіонат Європи з футболу 1972
Чемпіонат Європи з футболу 1972 серед молодіжних команд (Чемпіонат Європи U23 1972 року) — міжнародний футбольний турнір під егідою УЄФА серед молодіжних збірних команд країн зони УЄФА. Переможцем турніру стала молодіжна збірна Чехословаччини, яка у фінальній серії з двох матчів переграла молодіжну збірну команду СРСР.

## Кваліфікація

### Група 1
| Дата              | Господарі      | Рахунок | Гості          |
| ----------------- | -------------- | ------- | -------------- |
| 4 жовтня 1970     | Фінляндія      | 1:1     | Чехословаччина |
| 11 жовтня 1970    | Фінляндія      | 0:1     | Румунія        |
| 16 травня 1971    | Румунія        | 1:1     | Чехословаччина |
| 16 червня 1971    | Чехословаччина | 5:2     | Фінляндія      |
| 22 листопада 1971 | Румунія        | 3:1     | Фінляндія      |
| 16 грудня 1971    | Чехословаччина | 1:0     | Румунія        |

| Група 1 | Група 1        | Група 1 | Група 1 | Група 1 | Група 1 | Група 1 | Група 1 | Група 1 |
| М       | Збірна         | І       | В       | Н       | П       | М       | Різ     | О       |
| ------- | -------------- | ------- | ------- | ------- | ------- | ------- | ------- | ------- |
| 1.      | Чехословаччина | 4       | 2       | 2       | 0       | 8:4     | +4      | 6       |
| 2.      | Румунія        | 4       | 2       | 1       | 1       | 5:3     | +2      | 5       |
| 3.      | Фінляндія      | 4       | 0       | 1       | 3       | 4:10    | -6      | 1       |

### Група 2
| Дата              | Господарі | Рахунок | Гості    |
| ----------------- | --------- | ------- | -------- |
| 6 жовтня 1970     | Норвегія  | 1:0     | Угорщина |
| 11 листопада 1970 | Франція   | 0:0     | Норвегія |
| 15 листопада 1970 | Болгарія' | 5:0     | Норвегія |
| 23 квітня 1971    | Франція   | 1:1     | Угорщина |
| 18 травня 1971    | Болгарія  | 1:0     | Угорщина |
| 8 червня 1971     | Норвегія  | 1:1     | Болгарія |
| 7 вересня 1971    | Норвегія  | 4:4     | Франція  |
| 25 вересня 1971   | Угорщина  | 2:0     | Болгарія |
| 10 жовтня 1971    | Угорщина  | 3:0     | Франція  |
| 27 жовтня 1971    | Угорщина  | 3:0     | Норвегія |
| 10 листопада 1971 | Болгарія  | 1:0     | Франція  |
| 5 грудня 1971     | Франція   | 0:1     | Болгарія |

| Група 2 | Група 2  | Група 2 | Група 2 | Група 2 | Група 2 | Група 2 | Група 2 | Група 2 |
| М       | Збірна   | І       | В       | Н       | П       | М       | Різ     | О       |
| ------- | -------- | ------- | ------- | ------- | ------- | ------- | ------- | ------- |
| 1.      | Болгарія | 6       | 4       | 1       | 1       | 9:3     | +6      | 9       |
| 2.      | Угорщина | 6       | 3       | 1       | 2       | 9:3     | +6      | 7       |
| 3.      | Норвегія | 6       | 1       | 3       | 2       | 6:13    | -7      | 5       |
| 3.      | Франція  | 4       | 0       | 3       | 3       | 5:10    | -5      | 3       |

### Група 3
| Дата           | Господарі | Рахунок | Гості     |
| -------------- | --------- | ------- | --------- |
| 15 грудня 1970 | Греція    | 1:0     | Швейцарія |
| 11 травня 1971 | Швейцарія | 0:2     | Греція    |

| Група 3 | Група 3   | Група 3 | Група 3 | Група 3 | Група 3 | Група 3 | Група 3 | Група 3 |
| М       | Збірна    | І       | В       | Н       | П       | М       | Різ     | О       |
| ------- | --------- | ------- | ------- | ------- | ------- | ------- | ------- | ------- |
| 1.      | Греція    | 2       | 2       | 0       | 0       | 3:0     | +3      | 4       |
| 2.      | Швейцарія | 2       | 0       | 0       | 2       | 0:3     | -3      | 0       |

### Група 4
| Дата           | Господарі | Рахунок | Гості   |
| -------------- | --------- | ------- | ------- |
| 3 травня 1971  | Іспанія   | 1:2     | СРСР    |
| 27 жовтня 1971 | СРСР      | 1:1     | Іспанія |

| Група 4 | Група 4 | Група 4 | Група 4 | Група 4 | Група 4 | Група 4 | Група 4 | Група 4 |
| М       | Збірна  | І       | В       | Н       | П       | М       | Різ     | О       |
| ------- | ------- | ------- | ------- | ------- | ------- | ------- | ------- | ------- |
| 1.      | СРСР    | 2       | 1       | 1       | 0       | 3:2     | +1      | 3       |
| 2.      | Іспанія | 2       | 0       | 1       | 1       | 2:3     | -1      | 1       |

### Група 5
| Дата           | Господарі  | Рахунок | Гості      |
| -------------- | ---------- | ------- | ---------- |
| 14 жовтня 1970 | Португалія | 1:1     | Данія      |
| 12 травня 1971 | Данія      | 2:1     | Португалія |

| Група 5 | Група 5    | Група 5 | Група 5 | Група 5 | Група 5 | Група 5 | Група 5 | Група 5 |
| М       | Збірна     | І       | В       | Н       | П       | М       | Різ     | О       |
| ------- | ---------- | ------- | ------- | ------- | ------- | ------- | ------- | ------- |
| 1.      | Данія      | 2       | 1       | 1       | 0       | 3:2     | +1      | 3       |
| 2.      | Португалія | 2       | 0       | 1       | 1       | 2:3     | -1      | 1       |

### Група 6
| Дата              | Господарі | Рахунок | Гості   |
| ----------------- | --------- | ------- | ------- |
| 11 жовтня 1970    | Італія    | 3:1     | Австрія |
| 25 травня 1971    | Швеція    | 2:0     | Австрія |
| 10 червня 1971    | Італія    | 1:0     | Швеція  |
| 5 вересня 1971    | Австрія   | 0:2     | Швеція  |
| 10 жовтня 1971    | Швеція    | 4:1     | Італія  |
| 22 листопада 1971 | Австрія   | 2:1     | Італія  |

| Група 6 | Група 6 | Група 6 | Група 6 | Група 6 | Група 6 | Група 6 | Група 6 | Група 6 |
| М       | Збірна  | І       | В       | Н       | П       | М       | Різ     | О       |
| ------- | ------- | ------- | ------- | ------- | ------- | ------- | ------- | ------- |
| 1.      | Швеція  | 4       | 3       | 0       | 1       | 8:2     | +6      | 6       |
| 2.      | Італія  | 4       | 2       | 0       | 2       | 6:7     | -1      | 4       |
| 3.      | Австрія | 4       | 1       | 0       | 3       | 3:8     | -5      | 2       |

### Група 7
| Дата              | Господарі  | Рахунок | Гості      |
| ----------------- | ---------- | ------- | ---------- |
| 10 жовтня 1970    | Нідерланди | 5:2     | Югославія  |
| 10 листопада 1970 | НДР        | 3:1     | Нідерланди |
| 3 квітня 1971     | Югославія  | 1:1     | Нідерланди |
| 8 травня 1971     | НДР        | 0:1     | Югославія  |
| 9 жовтня 1971     | Нідерланди | 2:1     | НДР        |
| 15 жовтня 1971    | Югославія  | 3:1     | НДР        |

| Група 7 | Група 7    | Група 7 | Група 7 | Група 7 | Група 7 | Група 7 | Група 7 | Група 7 |
| М       | Збірна     | І       | В       | Н       | П       | М       | Різ     | О       |
| ------- | ---------- | ------- | ------- | ------- | ------- | ------- | ------- | ------- |
| 1.      | Нідерланди | 4       | 2       | 1       | 1       | 9:7     | +2      | 5       |
| 2.      | Югославія  | 4       | 2       | 1       | 1       | 7:7     | ±0      | 5       |
| 3.      | НДР        | 4       | 1       | 0       | 3       | 5:7     | -2      | 2       |

### Група 8
| Дата              | Господарі | Рахунок | Гості     |
| ----------------- | --------- | ------- | --------- |
| 14 жовтня 1970    | Албанія   | 1:1     | Польща    |
| 18 жовтня 1970    | Туреччина | 0:2     | ФРН       |
| 13 грудня 1970    | Туреччина | 0:0     | Албанія   |
| 6 лютого 1971     | Албанія   | 0:2     | ФРН       |
| 24 квітня 1971    | ФРН       | 3:0     | Туреччина |
| 12 травня 1971    | Польща    | 2:1     | Албанія   |
| 11 червня 1971    | ФРН       | 2:0     | Польща    |
| 22 вересня 1971   | Туреччина | 0:0     | Польща    |
| 9 жовтня 1971     | Польща    | 1:1     | ФРН       |
| 14 листопада 1971 | Албанія   | 0:0     | Туреччина |
| 16 листопада 1971 | ФРН       | 1:0     | Польща    |
| 5 грудня 1971     | Польща    | 3:0     | Туреччина |

| Група 8 | Група 8   | Група 8 | Група 8 | Група 8 | Група 8 | Група 8 | Група 8 | Група 8 |
| М       | Збірна    | І       | В       | Н       | П       | М       | Різ     | О       |
| ------- | --------- | ------- | ------- | ------- | ------- | ------- | ------- | ------- |
| 1.      | ФРН       | 6       | 5       | 1       | 0       | 11:1    | +10     | 11      |
| 2.      | Польща    | 6       | 2       | 3       | 1       | 7:4     | +3      | 7       |
| 3.      | Албанія   | 6       | 0       | 3       | 3       | 2:7     | -5      | 3       |
| 3.      | Туреччина | 6       | 0       | 3       | 3       | 0:8     | -8      | 3       |

## Фінальний раунд

### Чвертьфінали
Матчі пройшли 26, 27, 29 квітня, матчі-відповіді 3, 10, 11, 14 та 24 (матч-перегравання) травня 1972.
| Команда 1 | Рахунок | Команда 2      | 1 матч | 2 матч | плей-оф |
| --------- | ------- | -------------- | ------ | ------ | ------- |
| Данія     | 2:5     | Греція         | 2:0    | 0:5    |         |
| Болгарія  | 4:2     | Нідерланди     | 2:2    | 0:0    | 2:0     |
| Швеція    | 1:4     | Чехословаччина | 0:1    | 1:3    |         |
| СРСР      | 3:1     | ФРН            | 3:1    | 0:0    |         |

### Півфінали
Матчі пройшли 17 травня, 7 червня, матчі-відповіді 31 травня та 7 червня 1972. 
| Команда 1      | Рахунок | Команда 2 | 1 матч | 2 матч |
| -------------- | ------- | --------- | ------ | ------ |
| Чехословаччина | 4:1     | Греція    | 2:0    | 2:1    |
| СРСР           | 7:3     | Болгарія  | 4:0    | 3:3    |

### Фінал
Матчі пройшли 22 та 30 червня 1972.
| Команда 1 | Рахунок | Команда 2      | 1 матч    | 2 матч    |
| --------- | ------- | -------------- | --------- | --------- |
| СРСР      | 3:5     | Чехословаччина | 2:2 (0:0) | 1:3 (0:2) |

| Переможець Чемпіонату Європи з футболу 1972 серед молодіжних команд віком до 23 років |
| ------------------------------------------------------------------------------------- |
| Чехословаччина 1-й титул                                                              |